# Calycibidion
Calycibidion är ett släkte av skalbaggar. Calycibidion ingår i familjen långhorningar.
Kladogram enligt Catalogue of Life:
| Calycibidion | \| \| Calycibidion multicavum \| \| \| \| \| \| Calycibidion turbidum \| \| \| \| |
|              | \| \| Calycibidion multicavum \| \| \| \| \| \| Calycibidion turbidum \| \| \| \| |
|              | Calycibidion multicavum                                                           |
|              |                                                                                   |
|              | Calycibidion turbidum                                                             |
|              |                                                                                   |